# Desmodium adscendens
Desmodium adscendens es una especie de planta   perteneciente a la familia Fabaceae. Originaria de Indias occidentales y América tropical. 

## Descripción
Son herbáceas decumbentes, que alcanzan un tamaño de hasta 0.5 m de alto, ramificadas desde la base; tallos teretes, estrigulosos a puberulentos. Folíolos 3, oblongos a suborbiculares, el terminal 1.5–5.5 cm de largo y 1–2.5 cm de ancho, los laterales 1–4 cm de largo y 1–2 cm de ancho, ápice redondeado, retuso a emarginado, base redondeada a obtusa, haz glabra, envés esparcidamente estriguloso, estipelas lineares a subuladas, 1–6 mm de largo; pecíolos 0.5–2 cm de largo, estípulas lineares a linear-lanceoladas, 1–2 mm de largo. Inflorescencias pseudoracimos axilares y terminales, hasta 20 cm de largo, pedicelos 3–10 mm de largo, brácteas primarias ovado-lanceoladas, 3.5–6.5 mm de largo, acuminadas, brácteas secundarias ausentes, flores 1 o 2 por nudo, violeta pálidas; cáliz 2.5–3 mm de largo; estandarte 2.5–4 mm de largo. Lomentos 2–5-articulados, los artículos cuadrangulares, 3.5–5 mm de largo y 2.5–3 mm de ancho, densamente uncinados, estípite 0.5–1.5 mm de largo; semillas 2.5–3.5 mm de largo y 1.5–2 mm de ancho.

## Propiedades
Se le utiliza en problemas digestivos como la disentería, en Puebla y en alteraciones ginecobstétricas, como hemorragia menstrual y cuando hay peligro de aborto.
También se le asocian propiedades beneficiosas en casos de Hepatitis Tóxica y Vírica y dolores de cabeza de origen hepático.
Química
La planta contiene óxido de potasio.

## Taxonomía
Desmodium adscendens fue descrita por (Sw.) DC.  y publicado en Prodromus Systematis Naturalis Regni Vegetabilis 2: 332. 1825.
Etimología
Desmodium: nombre genérico que deriva del griego: desmos que significa "cinta que sujeta".
adscendens: epíteto latino que significa "ascendente".
Sinonimia
- Desmodium adscendens var. caeruleum (Lindl.)DC.
- Desmodium caespitosum (Poir.)DC.
- Desmodium glaucescens Miq.
- Desmodium heterophyllum sensu auct.
- Desmodium obovatum Vogel
- Desmodium oxalidifolium Miq.
- Desmodium strangulatum Thwaites
- Desmodium thwaitesii Baker
- Desmodium triflorum var. heterophyllum sensu auct.
- Desmodium trifoliastrum Miq.
- Desmodium vogelii Steud.
- Hedysarum adscendens Sw.
- Hedysarum adscendens var. caeruleum Lindl.
- Hedysarum caespitosum Poir.
- Meibomia adscendens (Sw.) Kuntze
- Meibomia thwaitesii (Baker) Kuntze
- Meibomia trifoliastra (Miq.) Kuntze

## Nombre común
- México: amor seco, pegarropa.[3]
- Perú: manayupa, runayupa, pata de perro, pega pega, allco pachaque, pie de perro[5]
- Brasil: amor-do-campo[5]
- En el resto del continente sudamericano: bur bur, mundurana/mundubirana.[5]